# SANAA

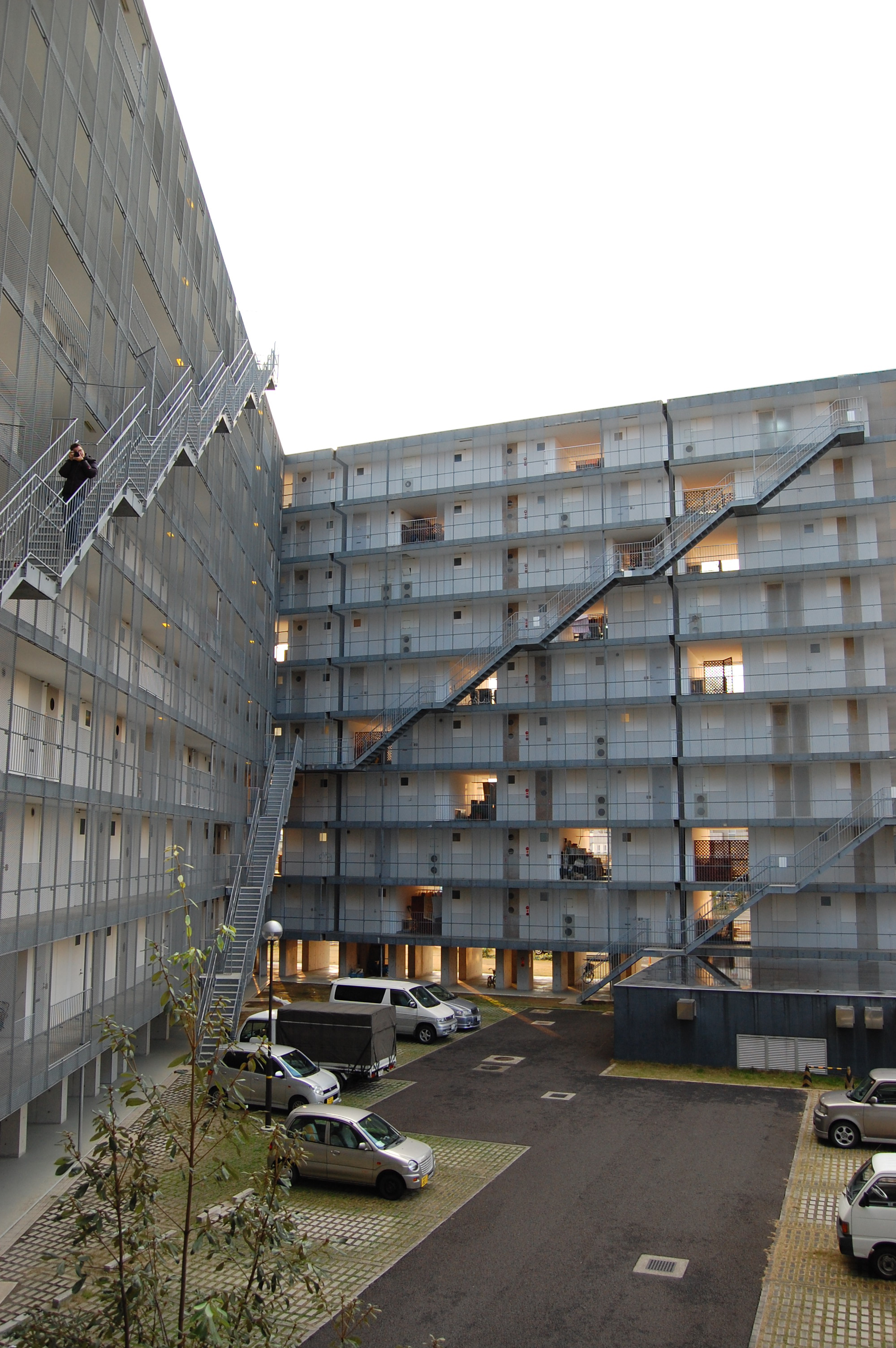
Будинок у Кітаґаві

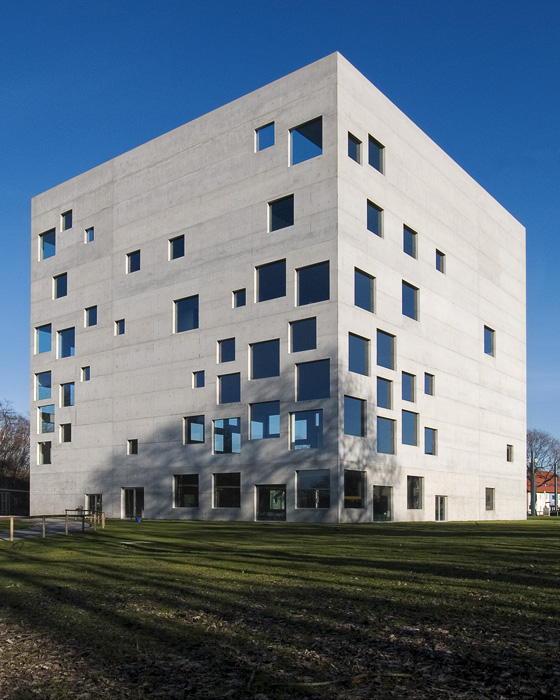
Куб Цольферайна

SANAA (Sejima and Nishizawa and Associates) — архітектурне бюро, засноване японськими архітекторами Кадзуйо Седзімою та Рюе Нісідзавою у 1995 зі штаб-квартирою в Токіо. У 2010 це бюро отримало Прітцкерівську премію. Більшість робіт архітекторного бюро визначаються значним використанням скла, що дає простір для сонячного освітлення. А також характерним для японської архітектури намаганням поєднати будівлю з природним оточенням.

## Проєкти
- Мультимедійна студія — 1995 до 1996 — Ґіфу, Японія
- Музей N — 1995 до 1997 — Вакаяма, Японія
- Музей O — 1995 до 1999 — Наґано, Японія
- Дім S — 1995 до 1996 — Окаяма, Японія
- Дім M — 1996 до 1997 — Токіо, Японія
- Офісна будівля K — 1996 до 1997 — Ібаракі, Японія
- Koga Park Café — 1997 до 1998 — Ібаракі, Японія
- Welfare Center — 1997 — Канаґава, Японія
- Музей сучасного мистецтва (Проєкт) — 1997 to 1999 — Сідней, Австралія
- Новий кампус Іллінойського інституту технології (Проєкт) — 1998 — Чикаго, Іллінойс
- De Kunstlinie Theater & Cultural Center — 1998 посьогодні — Алмере, Нідерланди
- Програма реконструкції Внутрішнього міста Салерно — 1999 посьогодні — Італія
- Музей сучасного мистецтва XXI століття — 1999 to 2004 — Канадзава, Ісікава, Японія
- Lumiere Park Café — 1999 посьогодні — Алмере, Нідерланди
- Магазин Прада — 2000 — Ареццо, Італія
- Інсталяція для японського павільйону на Венеційському бієнале — 2000 — Венеція, Італія
- Магазин Діор — 2001 to 2003 — Токіо, Японія
- Скляний павільйон у Толедському музеї мистецтва — 2001 до 2006 — Толедо, Огайо
- Новий музей Мерседес-Бенц (Проєкт) — 2002 — Штутгарт, Німеччина
- Прибудова до Музею Рейтберґ (Проєкт) — 2002 — Цюрих, Швейцарія
- Добудова до Валенсійського інституту сучасного мистецтва — 2002 посьогодні — Валенсія, Іспанія
- Issey Miyake Store Наокі Такідзави — 2003 — Токіо, Японія
- Школа дизайну Цольферайн — 2003 до 2006 — Ессен, Німеччина
- Наосімський поромний термінал — 2003 to 2006 — Кагава, Японія
- Новий музей сучасного мистецтва — 2003 до 2007 — Нью-Йорк
- Офісна будівля компанії Новартіс — 2003 посьогодні — Базель, Швейцарія
- Будівля CIPEA (Китайська міжнародна виставка архітектури) — 2004 посьогодні — Нанкін, КНР
- Навчальний центр Ролекс Федеральної політехнічної школи Лозанни — 2004 посьогодні — Лозанна, Швейцарія
- Лувр-Ланс — Ланс, Франція
- Павільйон Serpentine Gallery — 2009 — Лондон, Англія
- Навчальний центр Федеральної політехнічної школи Лозанни — 2010 — Лозанна, Швейцарія

## Зовнішні ресурси
- Офіційний сайт [Архівовано 14 квітня 2011 у Wayback Machine.]
- SANAA: Works 1998–2008 New Museum of Contemporary Art, New York [Архівовано 5 квітня 2010 у Wayback Machine.] Відео VernissageTV. (англ.)